# Анђелкина капија
Анђелкина капија је зидана камена ограда у требињском Старом граду у Републици Српској у Босни и Херцеговини, која је с почетка 21. века постала новонастала туристичка дестинација Требиња. Капија која привлачи све већи број туриста и посетилаца овог древног града у Херцеговини, постала је популарна пошто је наводно кроз њу у серији "Рањени орао" пролазила глумица Слобода Мићаловић и улазила у двориште куће у којој је становала. У стварности, глумица није улазила у двориште иза ове капије, јер је двориште сасвим друге куће у центру Београда. Захваљујући овој серији, а потом и истоименом филму Здравка Шотре, из 2008. и 2009. године, капија је постала бренд града на Требишњици.

## Положај и радно време
Анђелкина капија се налази у улици Стари град у центру Требиња.
Отворена је за посетиоце 24 часа током целе године.

## Опште информације
Анђелкина капија је од 2008. године када је снимљена и приказана серија и филм „Рањени орао“ након неколико година, постала права туристичка атракција. Томе су умногоме допринели радознали љубитељи овог филма, али и представници града и Туристичке организације Требиња, који су правовремено уочили њен туристички значај и од ње направили туристичку атракцију.
Разгледајући капију, многи туристи остају разочарани што кроз њу не могу да прођу и уђу у двориште из серије „Рањени орао”, јер је капија закључана катанцем: уз напомену да капија данас нема никакву функцију, да иза ње нема дворишта и да кроз њу није никада прошла ни Анђелка (односно глумица Слобода Мићаловић).
Требињци су на овој старој огради заменили комплетну капију и прозоре, а испред ње поставили клупе, засадили цвеће и поставили туристичку информативну таблу. Пројекат реконструкције у целости је финансирала Туристичка организација града Требиња.
„Анђелкину капију“ годишње посети на хиљаде туриста.